# Commonwealth realm

Huidige Commonwealth realms.
Voormalige Commonwealth realms.

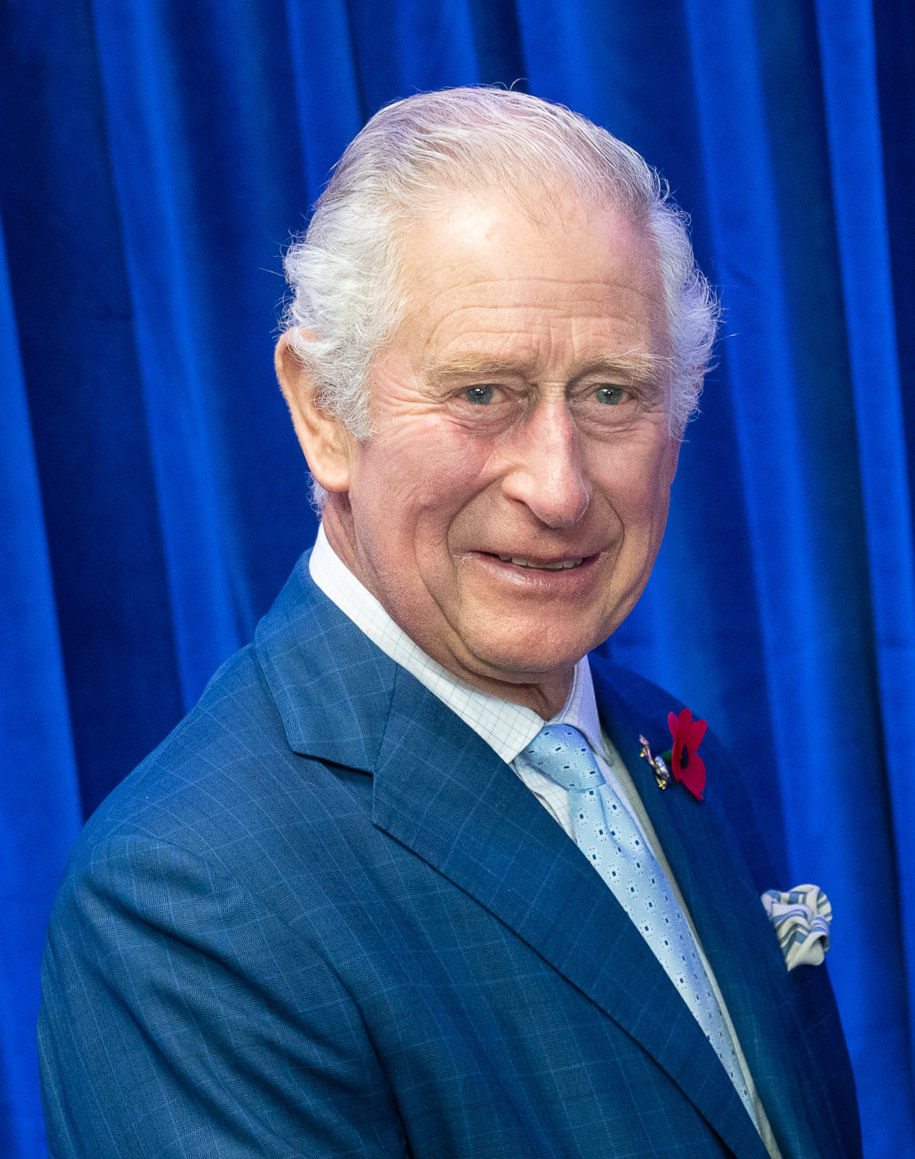
Koning Charles III in 2021

Een Commonwealth realm is een Engelse term voor een onafhankelijk land binnen het Gemenebest van Naties (Engels: Commonwealth of Nations) waarvan de Britse monarch het staatshoofd is. Er zijn sinds 30 november 2021, inclusief het Verenigd Koninkrijk zelf, nog vijftien landen die dit zijn. Het huidige staatshoofd is koning Charles III. Merk op dat alle Commonwealth realms lid zijn van het Gemenebest van Naties, maar dat niet alle leden van het Gemenebest ook Commonwealth realms zijn. Diverse landen van het Gemenebest zijn republieken (bijvoorbeeld Nigeria, Zuid-Afrika en India) of hebben een eigen monarch als staatshoofd (bijvoorbeeld Brunei).

## Geschiedenis
De Commonwealth realms zijn ontstaan uit het Britse Rijk. In 1931 kregen, via het Statuut van Westminster, de toenmalige Britse dominions (Canada, Australië, Nieuw-Zeeland, de Unie van Zuid-Afrika, Newfoundland en de Ierse Vrijstaat) een onafhankelijke status. Het werden gelijkwaardige leden van het Britse Gemenebest die hun monarch deelden met die van het Verenigd Koninkrijk. Newfoundland gaf in 1934 de onafhankelijke status vrijwillig op en sloot zich in 1949 aan bij Canada. De Ierse Vrijstaat en de Unie van Zuid-Afrika werden als Ierland (in 1949) en Zuid-Afrika (in 1961) republieken. Na de deling van Brits-Indië werden de onafhankelijke staten Pakistan en India ook Commonwealth realms, zij het voor slechts een korte periode. In de daaropvolgende jaren werden veel voormalige kolonies van het Britse Rijk onafhankelijk. De meeste hiervan werden aanvankelijk Commonwealth realms, al riepen veel landen, met name in Afrika, na enkele jaren de republiek uit. Sedert 2021 zijn er nog veertien soevereine staten die hun monarch delen met die van het Verenigd Koninkrijk.

## Huidige Commonwealth realms
De onderstaande landen zijn nog Commonwealth realms en hebben dus allemaal Charles III als staatshoofd.
| Naam van het land              | Een Commonwealth realm sinds | Status voordat het een Commonwealth realm werd |
| ------------------------------ | ---------------------------- | ---------------------------------------------- |
| Antigua en Barbuda             | 1981                         | Kolonie                                        |
| Australië                      | 1931                         | Dominion                                       |
| Bahama's                       | 1973                         | Kolonie                                        |
| Belize                         | 1981                         | Kolonie Brits-Honduras                         |
| Canada                         | 1931                         | Dominion                                       |
| Grenada                        | 1962                         | Kolonie                                        |
| Jamaica                        | 1962                         | Kolonie Jamaica                                |
| Nieuw-Zeeland                  | 1931                         | Dominion                                       |
| Papoea-Nieuw-Guinea            | 1975                         | Territorium Papoea en Nieuw-Guinea             |
| Saint Kitts en Nevis           | 1983                         | Afhankelijk gebied, daarvoor kolonie           |
| Saint Lucia                    | 1979                         | Kolonie                                        |
| Saint Vincent en de Grenadines | 1979                         | Kolonie                                        |
| Salomonseilanden               | 1978                         | Protectoraat Britse Salomonseilanden           |
| Tuvalu                         | 1978                         | Kolonie                                        |
| Verenigd Koninkrijk            | 1931                         | Onafhankelijk land                             |

## Voormalige Commonwealth realms
De onderstaande landen zijn Commonwealth realms geweest, maar zijn dat niet meer. Rhodesië is niet in onderstaande lijst opgenomen. De Britse kolonie Zuid-Rhodesië verklaarde zich in 1965 onafhankelijk onder de naam Rhodesië als een Commonwealth realm met de Britse koningin als staatshoofd, maar dit werd internationaal niet erkend, ook niet door het Verenigd Koninkrijk. In 1970 riep Rhodesië de republiek uit. Het land is sinds 1980 onafhankelijk met internationale erkenning als de Republiek Zimbabwe.
| Naam van het land                  | Periode met een Commonwealth realm status | Status voordat het een Commonwealth realm werd                                                                     | Huidige status |
| ---------------------------------- | ----------------------------------------- | --- | --- |
| Barbados                           | 1966-2021                                 | Kolonie Barbados                                                                                                   | Republiek Barbados |
| Ceylon                             | 1948-1972                                 | Kolonie Brits-Ceylon                                                                                               | Republiek Sri Lanka |
| Fiji                               | 1970-1987                                 | Kolonie Fiji | Republiek Fiji |
| Gambia                             | 1965-1970                                 | Kolonie en Protectoraat Gambia                                                                                     | Republiek Gambia |
| Ghana                              | 1957-1960                                 | Kolonie Britse Goudkust                                                                                            | Republiek Ghana |
| Guyana                             | 1966-1970                                 | Kolonie Brits-Guiana                                                                                               | Republiek Guyana |
| India                              | 1947-1950                                 | Onderdeel van de kolonie Brits-Indië                                                                               | Republiek India |
| Ierse Vrijstaat sinds 1937 Ierland | 1931-1949                                 | Dominion, daarvoor tot 1922 onderdeel van het Verenigd Koninkrijk van Groot-Brittannië en Ierland                  | Republiek Ierland |
| Kenia                              | 1963-1964                                 | Kolonie en Protectoraat Kenia                                                                                      | Republiek Kenia |
| Malawi                             | 1964-1966                                 | Protectoraat Nyasaland                                                                                             | Republiek Malawi |
| Malta                              | 1964-1974                                 | Kolonie Malta | Republiek Malta |
| Mauritius                          | 1968-1992                                 | Kolonie Mauritius                                                                                                  | Republiek Mauritius |
| Newfoundland                       | 1931-1949                                 | Kolonie Newfoundland                                                                                               | Provincie van Canada |
| Nigeria                            | 1960-1963                                 | Kolonie en Protectoraat Nigeria                                                                                    | Republiek Nigeria |
| Oeganda                            | 1962-1963                                 | Protectoraat Oeganda                                                                                               | Republiek Oeganda |
| Pakistan                           | 1947-1956                                 | Onderdeel van de kolonie Brits-Indië                                                                               | In 1971 opgesplitst in de Islamitische Republiek Pakistan en de Volksrepubliek Bangladesh                                    |
| Sierra Leone                       | 1961-1971                                 | Kolonie en Protectoraat Sierra Leone                                                                               | Republiek Sierra Leone |
| Tanganyika                         | 1961-1962                                 | Trustschap en daarvoor mandaatgebied Tanganyika                                                                    | Tot 1964 de Republiek Tanganyika daarna verenigd met de Volksrepubliek Zanzibar en Pemba tot de Verenigde Republiek Tanzania |
| Trinidad en Tobago                 | 1962-1976                                 | Kolonie Trinidad en Tobago                                                                                         | Republiek Trinidad en Tobago                                                                                                 |
| Zuid-Afrika                        | 1931-1961                                 | Dominion, daarvoor tot 1910 de Britse Kaapkolonie, de kolonie Natal, de Oranjerivierkolonie en de Transvaalkolonie | Republiek Zuid-Afrika |